# بورغس وايتهيد
بورغس وايتهيد (بالإنجليزية: Burgess Whitehead)‏ هو لاعب كرة قاعدة أمريكي، ولد في 29 يونيو 1910 في تاربورو في الولايات المتحدة، وتوفي في 25 نوفمبر 1993 في وينزور في الولايات المتحدة.

## وصلات خارجية
- بورغس وايتهيد على موقعبيزبول رفرنس.كوم (الدوري الرئيسي) (الإنجليزية)
- بورغس وايتهيد على موقع مشجعي الرسوم البيانية (الإنجليزية)
- بورغس وايتهيد على موقع قاعة كارولاينا الشمالية للمشاهير الرياضية (الإنجليزية)